# Turistická značená trasa 0443
 Turistická značená trasa 0443 je 15 km dlouhá červeně značená trasa Klubu českých turistů v okresech Chrudim a Pardubice spojující Heřmanův Městec s Polabím. Úsek do Choltic se nachází ve Svitavské pahorkatině, úsek za nimi ve Východolabské tabuli.

## Průběh trasy
Turistická trasa 0443 počíná na náměstí v Heřmanově Městci v nadmořské výšce 275 metrů má převážně severní směr. Sdílí zde rozcestí s modře značenou turistickou trasou 1917 směr Seč a zeleně značenými trasami 4303 do Slatiňan a 4307 na Lichnici. Kolem nádraží vede z města a sleduje silnici II/342 do Dolních Raškovic a dále po komunikaci III. třídy do Raškovic Horních. Za nimi prochází prostorem zdejších historických lomů obsluhovaných naučnou stezkou a kolem rozhledny Barborka. Odtud pokračuje po okraji lesa západním směrem do Svojšic, kde vede kolem zříceniny místní tvrze a venkovního kulturního areálu. Pokračuje dále na severovýchod do Choltické obory a parku místního zámku. Z Choltic je vedena po polních cestách k severu do Jedousova a Veselí. Za Veselím sestupuje k místní železniční zastávce a přimyká k železniční trati Heřmanův Městec - Přelouč. Asi po 0,5 km u přejezdu trasa končí na rozcestí se zeleně značenou turistickou trasou 4289 Přelouč - Lány na Důlku v nadmořské výšce 222 metrů nedaleko zaniklé vsi Lepějovice. Je možné přejít přejezd a pokračovat dále severním směrem po již neznačené cestě do Valů.

## Historie
V devadesátých letech dvacátého století spojovala trasa 0443 pouze Heřmanův Městec s Cholticemi, severnější úsek byl vyznačen později. Došlo též k přeložení trasy skrz choltickou oboru, dříve vedla po silnici východně od ní.

## Turistické zajímavosti na trase
- Zámek Heřmanův Městec
- Kostel svatého Bartoloměje v Heřmanově Městci
- Kaple svatého Jiří v Heřmanově Městci
- Zvonička v Horních Raškovicích
- Zatopený lom Návesní skála v Horních Raškovicích
- Geologická expozice v Horních Raškovicích
- Rozhledna Barborka
- Svojšická tvrz
- Kulturní areál Svojšice
- Přírodní rezervace Choltická obora
- Zámek Choltice
- Kaple svatého Romedia v Cholticích
- Výklenková kaple svatého Jana Nepomuckého v Cholticích
- Zvonice v Cholticích
- Trojiční sloup v Cholticích